# Heinrich Aloys Praeger
Heinrich Aloys Praeger (auch: Heinrich Hijman Chaim Aron Aloys Präger oder Heinrich Aloys/Alois Präger; geboren am 23. Dezember 1783 in Amsterdam; gestorben am 7. August 1854 in Magdeburg) war ein niederländisch-deutscher Musikdirektor, Geiger und Komponist, sowie Kapellmeister. Er galt zudem als bedeutender Virtuose auf der Gitarre.

## Leben
Heinrich Hijman Chaim Aron Aloys Präger entstammte einer jüdischen Familie und kam im 18. Jahrhundert als Sohn von Aron Hijman Prager Preger Laitsan (1756–1815) und dessen Ehefrau Eva Joseph Berlijn (1762–1835) in Amsterdam zu Welt. Noch zur Zeit des Kurfürstentums Hannover verlebte Präger seine Jugend in der Stadt Braunschweig. Nach einer musikalischen Ausbildung schloss er sich während der sogenannten „Franzosenzeit“ dann für einige Jahre als angestellter Musikdirektor einer von Ort zu Ort reisenden Theatergesellschaft an.
1810 wirkte Präger kurzzeitig als Musikdirektor unter Ernst Petermann in Nordhausen, wo er im Winter 1810/1811 und im Juni 1811 dann jedoch mit einer eigenen Theatergesellschaft auftrat.
Von 1814 bis April 1815 war Präger bei der Gesellschaft von Joseph Seconda sowohl in Dresden als auch in Leipzig beschäftigt. Prägers Ehefrau Elisabeth Wilhelmina Beile Hendrik Hirsch Davis Davison Enthoven (geboren 1788) gebar in dieser Zeit den gemeinsamen Sohn und späteren Musikpädagogen, Komponisten, Pianisten und Gitarristen Ferdinand (Christian Wilhelm) Praeger Ebenfalls ab 1815 und bis 1817 arbeitete Präger in Königsberg, unterbrochen durch eine Reise nach Riga, um dort im September 1816 Konzerte zu geben.
Nachdem Präger in den Jahren 1817 und 1818 als Musikdirektor in Tilsit gewirkt hatte, um noch im selben Jahr „[…] vermutlich in Münster“ zu erscheinen zur Uraufführung am 6. November 1818 seiner von ihm selbst komponierten Oper Der Kyffhäuser Berg.
Als Nachfolger von Friedrich Schneider arbeitete Heinrich Aloys Präger dann einige Jahre von 1821 bis 1828 als Musikdirektor in Leipzig am dortigen Stadttheater. Ab diesen Jahren redigierte er ab dem zweiten Jahrgang von 1826 und bis zum 7. Jahrgang im Jahr 1831 die in Meißen von Klinkicht verlegte musikalische Monatsschrift Polyhymnia.
Unterdessen hatte Präger ab dem Frühjahr 1828 bis 1829 in Magdeburg am dortigen Stadttheater die Stellung des Musikdirektors besetzt.
1829 ging Heinrich Aloys Praeger nach Hannover, um in der Nachfolge von Wilhelm Sutor ab dem 8. April des Jahres und bis zum 3. Januar 1831 als Kapellmeister des Königlich Hannoverschen Orchesters zu wirken. Als Mitglied der Hannoverschen Hofkapelle war er zu öffentlichen Opern- und Konzertauftritten verpflichtet, seinerzeit noch insbesondere im Schlossopernhaus. Sein dortiger Nachfolger als Königlicher Kapellmeister und späterer Generalmusikdirektor wurde Heinrich Marschner.
Im Winter 1831/1832 wurde Präger in Aachen am dortigen Theater als einer der beiden Musikdirektoren engagiert, neben Friedrich Wilhelm Telle.
Als „[…] Hr. Präger aus Bielefeld“ hatte der Musiker 1838 zudem einen Konzertauftritt in Köln. Er starb 1854 in Magdeburg.

## Werke (Auswahl)
- Segen ihm und ihr! Lyrisches Festspiel in 1 Aufzuge, aufgeführt am 24. October 1827 auf dem Stadttheater zu Leipzig / Gedichtet von W[ilhelm] Gerhard. In Musik gesetzt von H[einrich] A[lois] Präger, Leipzig: Karl Tauchnitz, 1827.
- Exercices op. 11 und 48.
- Introduktion, Thema und Variationen op. 21 für Flöte (Violine) und Gitarre.
- Variationswerke mit Flöte, op. 26.
- Airs op. 29, für Gitarre arrangiert.